# Hermelange
Hermelange település Franciaországban, Moselle megyében. Lakosainak száma 215 fő (2022. január 1.). Hermelange Hesse, Lorquin, Nitting és Xouaxange községekkel határos.

## Népesség
A település népességének változása:
| Lakosok száma | 126  | 153  | 191  | 226  | 247  | 234  | 224  | 215  | 216  | 215  |
|               | 1968 | 1982 | 1990 | 2006 | 2013 | 2015 | 2017 | 2019 | 2020 | 2022 |